# Halogy
Halogy község Vas vármegyében, a Körmendi járásban.

## Fekvése
Halogy a Vasi-Hegyhát szélén helyezkedik el, néhány kilométernyire Körmendtől és hasonló távolságra a magyar-osztrák államhatártól, melynek a településhez legközelebbi pontja Kemestaródfa külterületén található (légvonalban a legközelebbi ausztriai település Lovászad).
A település központján a Nádasd és Csákánydoroszló között húzódó 7446-os út halad keresztül, valamint itt ér véget a Daraboshegyet kiszolgáló 74 167-es út is.
A közvetlen szomszédos települések észak felől Horvátnádalja (Körmend településrésze), északkelet felől Körmend, kelet felől Nádasd, déli irányból Daraboshegy, nyugat felől pedig Csákánydoroszló.
A település közigazgatási területétől néhány száz méterre északra folyik a Rába, a község legjelentősebb vízfolyása a Körmend előtt a Rábába ömlő Berki-patak.

## Története
A település első ismert írásos említése 1274-ből származik.

## Közélete

### Polgármesterei
- 1990–1994: Dominics Sándor (KDNP-SZDSZ)[3]
- 1994–1998: Dominics Sándor (független)[4]
- 1998–2002: Horváth István (független)[5]
- 2002–2006: Holecz Ferenc (független)[6]
- 2006–2010: Holecz Ferenc (független)[7]
- 2010–2014: Ifj. Horváth István (független)[8]
- 2014–2019: Horváth István (független)[9]
- 2019–2024: Horváth István (független)[10]
- 2024– : Horváth István (független)[1]

## Népesség
A település népességének változása:
| Lakosok száma | 265  | 263  | 255  | 243  | 242  | 261  | 277  |
|               | 2013 | 2014 | 2015 | 2021 | 2022 | 2023 | 2024 |

A 2011-es népszámlálás során a lakosok 92,9%-a magyarnak, 5,2% cigánynak, 0,7% németnek, 0,4% románnak mondta magát (6% nem nyilatkozott; a kettős identitások miatt a végösszeg nagyobb lehet 100%-nál). A vallási megoszlás a következő volt: római katolikus 78,7%, református 2,2%, evangélikus 1,5%, felekezet nélküli 3% (13,1% nem nyilatkozott).
2022-ben a lakosság 92,6%-a vallotta magát magyarnak, 4,5% németnek, 2,5% cigánynak, 0,4% románnak, 0,4% horvátnak, 0,4% görögnek, 1,7% egyéb, nem hazai nemzetiségűnek (6,2% nem nyilatkozott; a kettős identitások miatt a végösszeg nagyobb lehet 100%-nál). Vallásuk szerint 49,2% volt római katolikus, 3,3% református, 2,1% evangélikus, 0,4% ortodox, 1,2% egyéb keresztény, 1,7% egyéb katolikus, 4,1% felekezeten kívüli (38% nem válaszolt).

## Nevezetességei
A település nevezetessége az 1896-ban épült neogótikus templom, melynek titulusa Őrangyalok, és a hozzá közeli hímfai parkerdő.

## Sport
A községben futballcsapat van, mely a Vas megyei 2. osztály körmendi csoportjában szerepel.
Továbbá egy NBII-es tekecsapata is van.